# Pop på svenska & Plan 714 till Komeda
Pop på svenska & Plan 714 till Komeda är ett samlingsalbum av den svenska musikgruppen Komeda, utgivet på Minty Fresh 2001. Albumet innehåller bandets två första alster Pop på svenska (1993) och Plan 714 till Komeda (1995).

## Låtlista
Alla låtar är skrivna av Komeda.
1. "Oj vilket liv!"
2. "Bonjour Tristesse"
3. "Sen sommar"
4. "Ad Fontes"
5. "Vackra kristaller"
6. "Medicin"
7. "Feeling Fine"
8. "Vals på skare"
9. "Snurrig bossanova"
10. "Stjärna"
11. "Glöd"
12. "En promenix"
13. "Borgo"
14. "Mod"
15. "Fuego De La Vida"
16. "Herbamore"
17. "Som i fjal"
18. "En spricka i taket"

### Fotnoter
1. 1 2  ”Pop på svenska & Plan 714 till Komeda”. Discogs.com. http://www.discogs.com/Komeda-Pop-Pa-Svenska-Plan-714-Till/release/518028. Läst 8 maj 2012.